# Singburi (stad)
Singburi (Thais: สิงห์บุรี) is een stad in Centraal-Thailand. Singburi is hoofdstad van de provincie Singburi en het district Singburi. De stad heeft ongeveer 23.000 inwoners.
Singburi ligt aan de oevers van de rivier de Menam. De geschiedenis van de stad gaat terug tot een nederzetting die op de huidige plaats lag uit de Dvaravatiperiode en geldt als een van de oudste steden van Thailand.